# Olaszország az 1932. évi téli olimpiai játékokon
Olaszország az egyesült államokbeli Lake Placidben megrendezett 1932. évi téli olimpiai játékok egyik részt vevő nemzete volt. Az országot az olimpián 4 sportágban 12 sportoló képviselte, akik érmet nem szereztek.

## Bob
| Versenyző                                                                      | Versenyszám | 1. futam | 1. futam | 2. futam | 2. futam | 3. futam | 3. futam | 4. futam | 4. futam | Összesítés | Összesítés |
| Versenyző                                                                      | Versenyszám | Idő      | Hely.    | Idő      | Hely.    | Idő      | Hely.    | Idő      | Hely.    | Idő        | Helyezés   |
| ------------------------------------------------------------------------------ | ----------- | -------- | -------- | -------- | -------- | -------- | -------- | -------- | -------- | ---------- | ---------- |
| Teofilo Rossi di Montelera Italo Casini                                        | Kettes      | 2:15,45  | 6.       | 2:08,10  | 5.       | 2:06,58  | 6.       | 2:06,20  | 6.       | 8:36,33    | 6.         |
| Agostino Lanfranchi Gaetano Lanfranchi                                         | Kettes      | 2:20,08  | 10.      | 2:13,47  | 8.       | 2:08,00  | 7.       | 2:09,11  | 7.       | 8:50,66    | 8.         |
| Teofilo Rossi di Montelera Agostini Lanfranchi Gaetano Lanfranchi Italo Casini | Négyes      | 2:07,87  | 5.       | 2:06,62  | 5.       | 2:07,94  | 7.       | 2:01,78  | 6.       | 8:24,21    | 5.         |

## Északi összetett
| Versenyző          | Sífutás | Sífutás | Sífutás | Síugrás  | Síugrás  | Síugrás  | Síugrás  | Síugrás | Síugrás | Összesítés | Összesítés |
| Versenyző          | Sífutás | Sífutás | Sífutás | 1. ugrás | 1. ugrás | 2. ugrás | 2. ugrás | Össz.   | Össz.   | Összesítés | Összesítés |
| Versenyző          | Idő     | Pont    | Hely.   | Távolság | Pont     | Távolság | Pont     | Pont    | Hely.   | Pont       | Helyezés   |
| ------------------ | ------- | ------- | ------- | -------- | -------- | -------- | -------- | ------- | ------- | ---------- | ---------- |
| Ingenuino Dallagio | 1:46:29 | 150,0   | 23.     | 47,5     | 95,7     | 52,0     | 100,3    | 196,0   | 16.     | 346,00     | 17.        |
| Severino Menardi   | 1:43:04 | 165,0   | 19.     | 36,0     | 79,3     | 45,5     | 88,4     | 167,7   | 26.     | 332,70     | 21.        |
| Ernesto Zardini    | 1:43:22 | 163,5   | 20.     | 51,0     | 99,2     | 51,5     | 99,5     | 198,7   | 13.     | 362,20     | 12.        |

## Sífutás
| Versenyző           | Versenyszám | Eredmény      | Helyezés      |
| ------------------- | ----------- | ------------- | ------------- |
| Severino Menardi    | 18 km       | 1:43:04       | 34.           |
| Gino Soldà          | 18 km       | 1:39:43       | 26.           |
| Andrea Vuerich      | 18 km       | 1:38:42       | 25.           |
| Francesco de Zulian | 50 km       | nem ért célba | nem ért célba |
| Giovanni Delago     | 50 km       | nem ért célba | nem ért célba |
| Erminio Sertorelli  | 50 km       | 4:59:00       | 12.           |

## Síugrás
| Versenyző          | 1. ugrás | 1. ugrás | 1. ugrás | 2. ugrás | 2. ugrás | 2. ugrás | Összesítés | Összesítés |
| Versenyző          | Távolság | Pont     | Hely.    | Távolság | Pont     | Hely.    | Pont       | Helyezés   |
| ------------------ | -------- | -------- | -------- | -------- | -------- | -------- | ---------- | ---------- |
| Ingenuino Dallagio | 58,5     | 101,4    | 11.      | 53,0     | 93,5     | 22.*     | 194,9      | 16.        |
| Severino Menardi   | 36,5     | 70,2     | 30.      | 56,5     | 91,4     | 24.      | 161,6      | 27.        |
| Ernesto Zardini    | 53,0     | 92,5     | 20.      | 65,0     | 104,2    | 11.      | 196,7      | 14.        |

* - egy másik versenyzővel azonos eredményt ért el